# امریکاس (جورجیا)
امریکاس، جورجیا (به انگلیسی: Americus, Georgia) یک شهر و historic district in the United States در ایالات متحده آمریکا است که در جورجیا واقع شده‌است.

## خصوصیات
امریکاس ۲۷٫۶ کیلومترمربع مساحت و ۱۷٬۰۴۱ نفر جمعیت دارد و ۱۴۶ متر بالاتر از سطح دریا واقع شده‌است.